# Sergiu Prodan
Sergiu Prodan (ur. 9 grudnia 1963 w Bielcach) – mołdawski reżyser i producent filmowy, scenarzysta, od 2021 minister kultury.

## Życiorys
W 1985 ukończył studia na wydziale aktorskim Instytutu Teatralnego im. B. Szczukina, a w 1991 na Wydziale reżyserii filmowej Wszechrosyjskiego Państwowego Uniwersytetu Kinematografii im. S.A. Gierasimowa. Reżyser, scenarzysta i producent kilku filmów krótko- i długometrażowych, które były prezentowane i nagradzane na międzynarodowych festiwalach. Od 1995 do 2001 menedżer w przedsiębiorstwie produkcji filmowej Flux-Film Studio, następnie do 2004 dyrektor generalny w publicznej stacji telewizyjnej Moldova 1, a w 2003 czasowo jego prezes. W 2001 został właścicielem studia produkcji Atelier Sergiu Prodan. Pracował jako wykładowca Akademii Muzyki, Teatru i Sztuk Plastycznych w Kiszynowie, a także szef unii kinematografów mołdawskich. 6 sierpnia 2021 (jako bezpartyjny) objął stanowisko ministra kultury w rządzie Natalii Gavrilițy.